# Acrolophus ectenes
Acrolophus ectenes är en fjärilsart som beskrevs av Walsingham 1914. Acrolophus ectenes ingår i släktet Acrolophus och familjen Acrolophidae. Inga underarter finns listade i Catalogue of Life.